# Спасатель
Спасатель — человек, занимающийся спасанием кого-либо. Спасание — действие по глаголу несовершенного вида спасать, то есть длящееся действие; спасение — действие по глаголу совершенного вида спасти, то есть завершенное действие. «Спасатель» как слово литературного русского языка стало обозначать профессию относительно недавно (1990-е годы). В русской терминологии безопасности жизнедеятельности отсутствуют другие лексемы для обозначения профессий в сфере реагирования в чрезвычайных ситуациях (исключением является профессия пожарный). Дифференциация спасателей по выполняемым ими работам происходит путём образования словосочетаний со словом «спасатель»: авиаспасатель, газоспасатель, горноспасатель, альпинист-спасатель, водолаз-спасатель.
В российском публичном праве спасатель — гражданин, на которого законом возложена обязаность участвовать в проведении работ по ликвидации чрезвычайных ситуаций, в том числе в условиях угрозы его жизни и здоровью.:Ст.1

## Гражданское право

### История
В СССР спасание социалистического имущества рассматривалось как обязаность любого гражданина и при отстутствии вреда гражданину дополнительно не оплачивалось.:400 Спасание личной собственности других граждан, их жизни и здоровья также рассматривалось как обязанность любого гражданина. При этом вред, понесенный при спасании личного имущества других людей не возмещался.:403
Спасание имущества организаций гражданами в советском законодательстве регулировалось гражданским правом как отдельный вид обязательств: "обязательства, возникающие вследствие спасания социалистического имущества". Вред, понесенный гражданином при спасании социалистического имущества от угрожавшей ему опасности, возмещался той организацией, имущество которой спасал потерпевший. Такой гражданин в гражданском праве назывался "спасателем".:407 Наличие трудовых отношений между гражданином и организацией, имущество которой он спасал не влияло на обязанность организации возмещать ущерб гражданину, если спасение имущества не входило в круг его служебных обязаностей. Для профессиональных пожарных, работников спасательных организаций ущерб возмещался в общем порядке в рамках обязательств, возникающих вследствие причинения вреда.

### Современное регулирование
В действующем российском гражданском законодательстве, в отличие от советского, имеют гражданско-правовое значение действия по спасанию личности.:466 Спасание — фактические действия по предотвращению вреда личности или имуществу другого лица. В результате спасания возникают обязательства из действий в чужом интересе без поручения:464 (за исключением действий, совершаемых государственными и муниципальными органами, для которых такие действия являются одной из целей их деятельности).:ст. 980 Спасание порождает внедоговорные обязательства по возмещению расходов спасаемого лица или его имущества. Причем независимого от того, было ли спасено лицо или имущество.:464 Для вмешательства посторонних лиц в частную сферу без согласия нужны особые основания. Гражданским кодексом предусмотрено такое основание: "действия в целях предотвращения вреда личности или имуществу".:ст. 980 При первой же возможности заинтересованное лицо должно быть извещено о совершаемых в его интересах действиях. При неодобрении дальнейшие действия не несут гражданско-правовых последствий.:466 При одобрении действий (в том числе устном) из внедоговорных они становятся действиями по исполнению договорного обязательства.:467

## Публичное право

### История
Вопросы спасания жизни, здоровья или иного личного или имущественного блага первоначально нашли отражение в уголовном законодательстве в рамках освобождения от ответственности в условиях крайней необходимости.:21 Регулирование в рамках уголовного законодательства возникло из-за внешней схожести необходимых действий с действиями при совершении преступлений.:62 Например, для устранения опасности распространения пожара уничтожается имущество.:320 Лица, на которые была возложена специальная обязанность бороться с опасностью или подвергаться ей не могли уклониться от выполнения обязанности, ссылаясь на крайнюю необходимость. В том числе, если они возложили эту обязанность на себя добровольно. Например, пожарный не мог отказаться от тушения пожара при риске получить тяжелые ожоги или погибнуть.:155 Само уклонение от опасности в таком случае являлось преступлением. Точное указание таких случаев в законах, не относящихся к уголовному праву, не выводит действия лиц из области уголовного права.:220
В 1996 году в росийском уголовном законодательстве появилось понятие "обоснованнный риск" — действия, совершенные с общественно полезной целью, причиняющие вред правоохраняемым интересам. Спасание людей — одна из возможных целей рискованных действий.:331

### Современное регулирование
В Российской Федерации безопасность человека обеспечивает уголовное законодательство. Аварийно-спасательные работы ведутся с оправданным риском, наличием ситуаций крайней необходимости.:Ст.1

## Профессии

### Квалификации
Профессиональными стандартами предусматриваются квалификации: "спасатель", "спасатель на акватории", "специалист по горноспасательным работам на объектах ведения горных работ", "специалист по газоспасательным работам на химически опасных и взрывопожароопасных производственных объектах", "специалист по газоспасательным работам на объектах нефтегазовой отрасли".
Квалификационным справочником предусматривается квалификация "спасатель":
- спасатель: среднее профессиональное образование без предъявления требований к стажу работы, владение двумя рабочими профессиями, необходимыми для выполнения должностных обязанностей в составе поисково-спасательного формирования.
- спасатель 3 класса: среднее профессиональное образование, стаж работы спасателем не менее 2 лет, владение тремя рабочими профессиями, необходимыми для выполнения должностных обязанностей в составе поисково-спасательного формирования.
- спасатель 2 класса: среднее профессиональное образование, стаж работы спасателем 3 класса не менее 2 лет, владение пятью рабочими профессиями, необходимыми для выполнения должностных обязанностей в составе поисково-спасательного формирования.
- спасатель 1 класса: высшее профессиональное образование, стаж работы спасателем 2 класса не менее 3 лет, владение семью рабочими профессиями, необходимыми для исполнения должностных обязанностей в составе поисково-спасательного формирования.
- спасатель международного класса: высшее профессиональное образование, стаж работы спасателем 1 класса не менее 3 лет, владение восемью рабочими профессиями, необходимыми для выполнения должностных обязанностей в составе поисково-спасательного формирования, наличие документа, подтверждающего знание иностранного языка.

### Должности
Профессиональным спасателем может стать гражданин, достигший 18 лет, подготовленный и аттестованный на проведение аварийно-спасательных работ.:ст. 9